# Мецхеті (Ахалціхе)
«Мецхеті» (груз. საფეხბურთო კლუბი მესხეთი ახალციხე) — колишній грузинський футбольний клуб з Ахалціхе.

## Історія
Заснований у 2005 році. У сезоні 2007 року завоював друге місце у Лізі Пірвелі й вперше в історії завоював путівку до Ліги Еровнулі. За підсумками дебютного для себе сезону 2007/08 років у вищій лізі грузинського футболу фінішувала на 6-му місці. Наступного сезону фінішував на 8-му місці, проте клуб відмовився від участі у вищому дивізіоні чемпіонату й стартував у Лізі Пірвелі. У сезоні 2009/10 років через 3 зняті очки фінішував на останньому місці в турнірній таблиці й вилетів до Ліги Меоре, третього дивізіону грузинського чемпіонату. Наступні роки клуб балансував між другим та третім дивізіоном грузинського чемпіонату.

## Досягнення
- Ліга Еровнулі
  - 6-те місце (1): 2007/08

- / Ліга Пірвелі
  -  Срібний призер (3): 2007
  -  Бронзовий призер (1): 1995

## Статистика

### У національних чемпіонатах
| Сезон     | Гравець           | Країна | Голи |
| 2008/2009 | Гурам Самадашвілі | Грузія | 10   |

## Відомі гравці
- Звіад Чхетіані